# Aeródromo de Guarabira
O Aeródromo de Guarabira – Arnaud Clementino de Souza (Arnaud de Ché) (IATA: ***, ICAO: ****) é um aeródromo localizado na cidade de Guarabira, no estado da Paraíba. Situado a 72 quilômetros da capital João Pessoa.
Criado para atender a região do brejo, o Aeródromo Arnaud Clementino de Souza, localizado no município de Guarabira, mais precisamente na Rodovia PB 057 (saída para Natal), passou por uma ampliação em 2002, com a implantação de asfalto em sua ampla pista. O aeroporto é todo cercado, equipado com hangar, sinalização e biruta, o qual serve para empresários da cidade que possuem aviões, políticos e visitantes, recebendo voos domésticos vindos de todo o Estado da Paraíba e outras cidades da Região Nordeste.